# Federación de Trabajadores de la Región Española
La Federación de Trabajadores de la Región Española (FTRE) fue una organización anarquista española fundada en el Congreso Obrero de Barcelona de 1881 por la iniciativa de un grupo de anarcosindicalistas catalanes encabezados Josep Llunas i Pujals, Rafael Farga Pellicer y Antoni Pellicer, tras la disolución de la Federación Regional Española de la AIT fundada en el Congreso Obrero de Barcelona de 1870. Sólo tuvo siete años de vida ya que se disolvió en 1888. Su fracaso, en el que fue clave el episodio de La Mano Negra, abrió una nueva etapa en la historia del anarquismo en España dominada por la violencia de la propaganda por el hecho.

## Historia

### La disolución de la FRE y el nacimiento de la FTRE

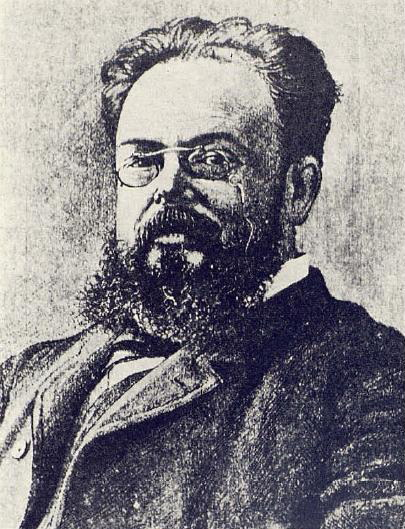
Rafael Farga Pellicer, uno de los principales promotores de la FTRE.

Las diferencias ideológicas y estratégicas surgidas en el seno de la Federación Regional Española condujeron a su disolución en 1881 en cuanto se atisbó la posibilidad de volver a actuar legalmente. La iniciativa partió del grupo anarcosindicalista catalán dirigido por Josep Llunas i Pujals, Rafael Farga Pellicer, Antoni Pellicer i Paraire y Eudald Canivell i Masbernat que, intentado aprovechar la oportunidad que ofrecía el nuevo gobierno neoliberal presidido por Práxedes Mateo Sagasta que había prometido el reconocimiento de la libertad de asociación —lo que pondría fin al periodo de clandestinidad—, se propusieron renovar la política de la Comisión Federal, que se «había alejado de la idea de pequeños movimientos obreros, a favor de los grupos secretos, partidarios de la acción indirecta».
Con ese propósito convocaron una Conferencia Regional Extraordinaria que se celebró del 6 al 9 de febrero de 1881 en Gracia a la que asistieron un delegado por «comarca» y durante la cual se aprobó la destitución de la Comisión —integrada por Anselmo Lorenzo, José García Viñas, Trinidad Soriano, Nacher, y González Morago—, que fue sustituida por una nueva formada por los dirigentes catalanes, más el albañil mallorquín Francisco Tomás Oliver. «Acababa aquí, pues, la historia de la Federación Regional española de la AIT, para dar paso a la reconstrucción de un movimiento sindical potente, cosa que hicieron los mismos hombres de la Alianza, los anarcosindicalistas barceloneses, obreros de oficio, que se imponían a los anarquistas insurreccionalistas poco proclives a la acción sindical pública». Casi simultáneamente a la celebración de la Conferencia Extraordinaria el gobierno liberal de Práxedes Mateo Sagasta aprobaba la libertad de asociación.
El 10 de julio unas cincuenta sociedades obreras de Cataluña —que habían celebrado una asamblea previa en marzo— hicieron público un manifiesto, probablemente escrito por Farga Pellicer, en el que convocaban un congreso obrero de la Región Española en Barcelona para finales de septiembre. Pronto se adhirieron a la propuesta los «obreros colectivistas» de veintidós localidades del resto de España.
El Congreso, que se celebró entre el 24 y el 25 de septiembre de 1881 en el Teatro Circo de Barcelona de la calle Montserrat, el mismo lugar donde se había celebrado el Congreso Obrero de Barcelona de 1870, acordó fundar la nueva Federación de Trabajadores de la Región Española amoldándose a la legalidad al suprimir la palabra «internacional», una de las razones que había motivado la prohibición de su antecesora la FRE-AIT. En el Manifiesto a los trabajadores de la Región Española  aprobado en el Congreso se reafirmó el antipoliticismo y el anarcocolectivismo:

Somos adversarios de toda política parlamentaria y campeones decididos de la lucha económica, de la política destructora de todos los privilegios y de todos los monopolios de esta organización injusta de la sociedad presente. […] El Congreso obrero se declara colectitivista en cuanto a la propiedad, anarquista o autonomista en cuanto a la organización social.

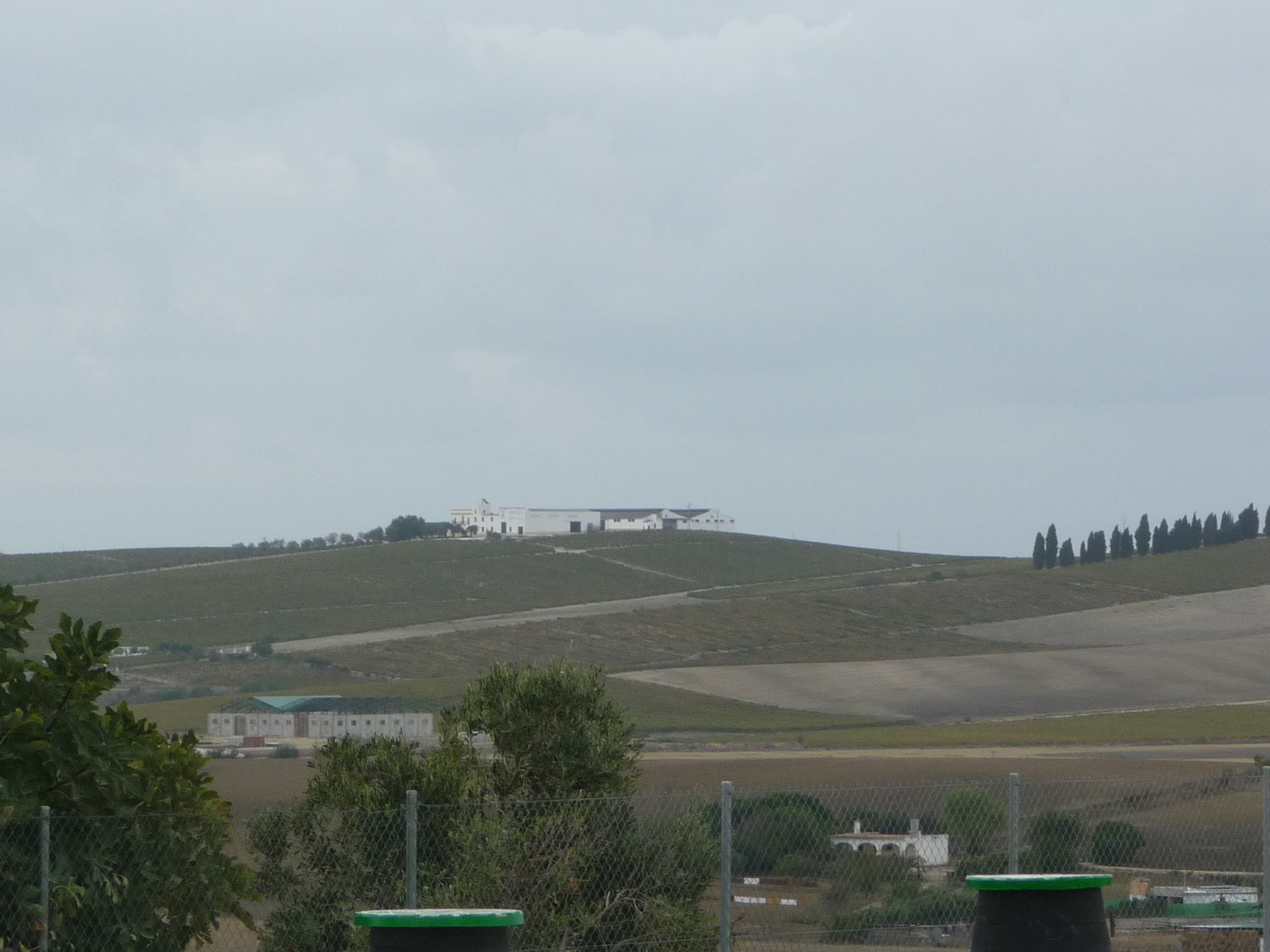
Viñedos en Jerez de la Frontera. En la FTRE, a diferencia de su antecesora FRE-AIT, predominaban las federaciones que agrupaban a los jornaleros andaluces.

La Comisión Federal se constituyó el 7 de octubre con el grupo internacionalista barcelonés que había tomado la iniciativa para poner fin a la FRE —Josep Llunas i Pujals, Rafael Farga Pellicer y Antoni Pellicer i Paraire— más Francisco Tomás Oliver.
Un año después de su fundación la FTRE ya contaba con unos 60.000 afiliados, lo que como ha destacado Clara Lida no deja de ser sorprendente ya que tras casi diez años de persecución y de clandestinidad el movimiento anarquista español lejos de desaparecer había resurgido con tanta fuerza, pasando de 30.000 afiliados en 1873, a 60.000 en 1882. Lida ha destacado también que el «perfil» de la nueva FTRE era muy distinto del de la FRE-AIT de ocho años antes. «A diferencia de 1873, cuando predominaban las zonas manufactureras, industriales y urbanas de Barcelona, Valencia (incluyendo Alicante) y Madrid, el perfil de los nuevos militantes en 1882 era fuertemente andaluz, con gran peso de las organizaciones agrarias que durante una década se habían aglutinado en la Unión de Trabajadores del Campo (UTC), específicamente orientada a organizar al proletariado agrícola dentro de la Federación española».

### El Congreso de Olivenza de septiembre de 1882: anarco-colectivismo vs. anarcomunismo; legalismo vs. ilegalismo
Entre el 24 y el 26 de septiembre de 1882 se celebró en Sevilla el II Congreso de la FTRE en el que se enfrentaron por primera vez los narcocolectivistas y «legalistas», encabezados por el catalán Josep Llunas —que fue elegido miembro de la Comisión Federal— y el gallego Ricardo Mella, y los anarcocomunistas e insurreccionalistas, encabezados por el andaluz Miguel Rubio. El debate se centró en el mantenimiento de la Federación en la legalidad. «Mientras unos, sobre todo los sindicalistas catalanes, querían un movimiento público que estructurase un obrerismo lo más masivo posible y legal, otros, sobre todo en Andalucía, deseaban que mantuviera su carácter secreto y revolucionario, y estuviera dispuesto a practicar la propaganda por el hecho. La conflictividad en el campo andaluz pondría a prueba las tensiones y diferencias entre ambos modelos».
En el manifiesto aprobado en el Congreso triunfaron las tesis moderadas narcocolectivistas y legalistas —se proclamó, por ejemplo, que las huelgas «cuando forzosamente no podamos evitarlas, las haremos reglamentarias y solidarias»—. Sin embargo, la «unanimidad» en el seno de la FTRE no era tal, como lo demostró que los ilegalistas poco después de la celebración del Congreso de Sevilla constituyeran una nueva federación bajo el nombre de Los Desheredados. En su órgano de prensa La Revolución Social denunciaron años después que la Comisión federal no había difundido el acuerdo del Congreso de Londres de 1881 sobre la «propaganda por el hecho».
Y por otro lado tampoco estaba claro que las autoridades y los patronos fueran a tolerar la existencia de una organización anarquista que propugnaba la revolución social. Así a finales de 1882 el periódico de la FTRE La Revista Social informaba de que en algunos lugares no se contrataba a los afiliados de la organización o se les obligaba a abandonarla si querían ser contratados, y muchos otros habían perdido su trabajo por ese motivo. Asimismo el periódico denunciaba que «a las manifestaciones que los obreros en masa hacen ante los municipios pidiendo pan y trabajo», especialmente en Andalucía que estaba atravesando una grave crisis agraria, les respondían «prendiendo a los más decididos y enviando fuerzas del Ejército para mantener el orden», o enviando a la Guardia Civil a investigar las reuniones de los afiliados. Por ello el periódico reclamaba a los «poderes públicos» que no recurrieran a «medios reprobados e ilegales» para reprimir los trabajadores —«llevadnos a nosotros a los tribunales de justicia, y éstos, que nos absuelvan o nos condenen; pero no cohibáis el ánimo de los trabajadores, no los ultrajéis, no los amenacéis, no allanéis sus moradas, no los aprehendáis, no los llevéis a la cárcel cual criminales comunes».

### El episodio de la «Mano Negra» y la crisis de la FTRE (1882-1883)
A principios de noviembre de 1882 el coronel jefe de la Guardia Civil en Andalucía Occidental envió al gobierno una copia del «reglamento» de una organización secreta llamada «la Mano Negra» que había encontrado y por el que se regían «los socialistas» de la región, que según el informe constituía la prueba de que esa organización secreta estaba detrás de los «incendios, talas de montes y arbolados, heridas o asesinatos» que se estaban produciendo en aquellos meses de crisis agraria. Dos semanas después de que recibiera los documentos, el gobierno decidió enviar refuerzos a la provincia de Cádiz. El 21 de noviembre llegó a Jerez un grupo de 90 guardias civiles al mando del capitán José Oliver y Vidal que inmediatamente, con la ayuda del jefe de la guardia municipal de Jerez, Tomás Pérez Monforte, procedió a detener a cientos de jornaleros y de afiliados de la FRTE, supuestos integrantes de la misteriosa Mano Negra. En pocas semanas había más de 3.000 jornaleros y anarquistas encarcelados —Josep Termes da una cifra muy superior: 2.000 en Cádiz y 3.000 en Jerez—. Como ha señalado Avilés Farré, «en la mayoría de los casos el motivo por el que se les detenía no era la pertenencia a la Mano Negra, sino a la Federación de Trabajadores». El órgano de la FRTE Revista Social protestó por las detenciones indiscriminadas de afiliados de la organización.

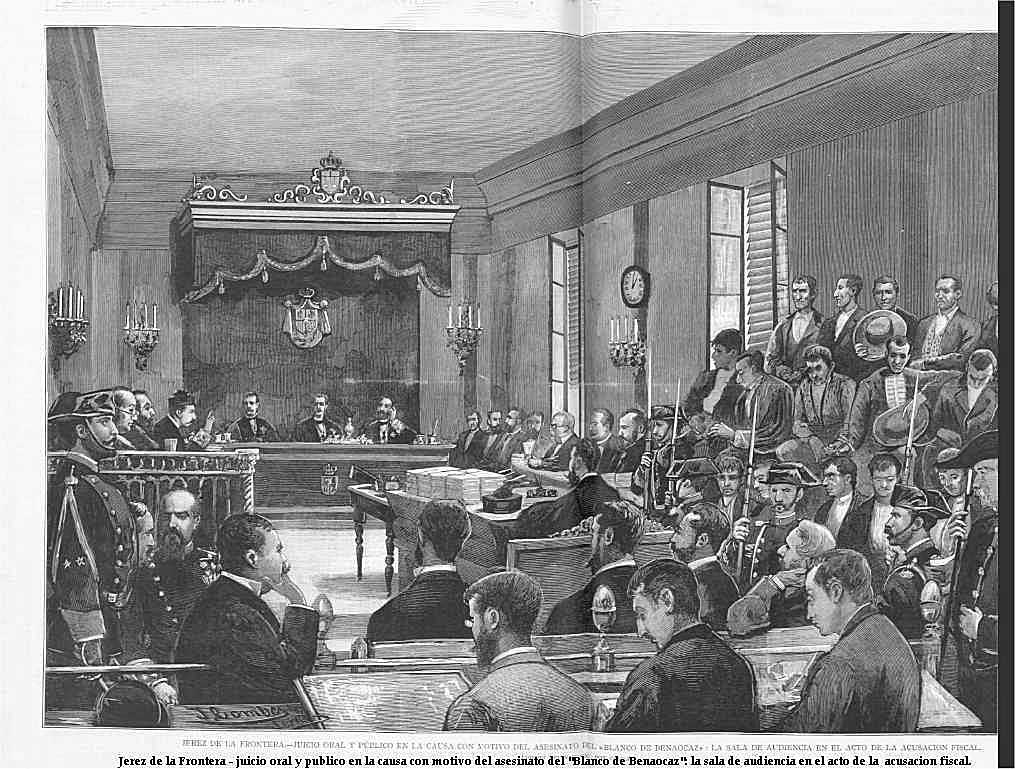
Juicio celebrado en 1883 en Jerez de la Frontera por el asesinato del Blanco de Benaocaz, atribuido a La Mano Negra.

La prensa, tanto la de Cádiz como la de Madrid, se ocupó del asunto sin poner en duda la existencia de la Mano Negra y creando una atmósfera de miedo a base de artículos sensacionalistas sobre la «abominable asociación», «aborto de la demencia y el crimen». Se centró en los tres crímenes de los que se acusaba a la Mano Negra. El  4 de diciembre, dos días después de la primera oleada de detenciones ordenada por el capitán Oliver, fueron asesinados un matrimonio de venteros en el camino de Trebujena, cerca de Jerez de la Frontera. Dos meses más tarde, el 4 de febrero, se encontraba en el término de lo que es hoy el municipio de San José del Valle, cerca de Jerez, el cadáver, sepultado en campo abierto, de un joven campesino, llamado Bartolomé Gago, más conocido como «El Blanco de Benaocaz», que después se supo que había sido asesinado el mismo día que los venteros. Fue conocido como el crimen de la Parrilla. Por esas fechas trascendió que la muerte del joven guarda de un rancho llamado Fernando Olivera, ocurrida en agosto de 1882, no había sido un accidente, sino que había sido causada por los fuertes golpes que había recibido en el vientre. En febrero de 1883 el gobierno envió un juez especial a Jerez para que investigara los hechos. Y el asunto también llegó a las Cortes donde se debatió el 28 de febrero.
El gobierno apoyado por los propietarios y por la prensa —aunque hubo excepciones como el diario El Liberal— identificó la Mano Negra con la FTRE con un doble propósito, según Clara Lida: «en primer lugar, frenar drásticamente la creciente fuerza de la Internacional en España. El segundo objetivo era más local: se trataba de imposibilitar la organización de los trabajadores del campo e impedir que una huelga agraria obstaculizara recoger la cosecha». El Comité federal de la FTRE, que ya había reiterado que la propaganda no se podía realizar «ni por el robo, ni por el secuestro, ni por el asesinato», replicó que no tenía ninguna relación con la Mano Negra, «ni con ninguna asociación secreta que tenga por objeto perpetrar delitos del derecho común, rehusando toda solidaridad con los que han cometido o puedan cometer hechos criminales». También volvió a condenar el ilegalismo, con lo que se ahondaron «aún más las diferencias entre el núcleo anarcosindicalista catalán y los ilegalistas andaluces, así como los que empezaban a nacer en Barcelona y alrededores, sobre todo en Gracia, proclives también a la acción directa».
Por el crimen de la Parrilla el 18 de junio de 1883 el tribunal de Jerez condenó a muerte a siete personas y a otras ocho a diecisiete años y cuatro meses de prisión. Dos de los acusados resultaron absueltos. Pero el fiscal recurrió la sentencia al Tribunal Supremo que en abril de 1884 los condenó a todos, menos a uno, a la pena capital. Nueve vieron conmutada la pena de muerte por la de prisión pero siete fueron ejecutados mediante garrote vil el 14 de junio de 1884 en Jerez —entre ellos el maestro de escuela Juan Ruiz—. En cuanto al crimen de los venteros, cuatro personas fueron condenadas a muerte, pero no fueron ejecutadas. Por el tercer crimen, el de Fernando Oliveira, fueron juzgadas dos personas, y una de ellas fue condenada a una larga pena de prisión.
Sobre la existencia o no de la Mano Negra Tuñón de Lara afirma que «nada permite, en suma, hablar de la "Mano Negra" como organización. Ello no es obstáculo para que pudieran existir pequeñas "maffias" (grupos influenciados por el anarco-comunismo), en las fronteras de la rebeldía secular y de la delincuencia común que, hábilmente explotadas por los órganos del Poder, sirvieron para justificar una represión y una campaña que, pese a sus protestas, quebrantarían en cierto modo a la FTRE». Por su parte, Josep Termes afirma que se trató de «un montaje policial», aunque reconoce que «es innegable que la violencia estaba presente en la Andalucía agraria». Según Avilés Farré, «los reglamentos de la Mano Negra y el Tribunal Popular fueron entendidos por algunos mandos de la Guardia Civil como la prueba de una amplia conspiración clandestina, que estaría detrás de todos los actos de violencia que se venían produciendo en los campos de Andalucía occidental. El ominoso nombre de la Mano Negra vino a concretar en algo específico un temor difuso y tuvo un indudable atractivo periodístico, aunque en definitiva en ningún proceso se llegara a probar actividad alguna atribuible a aquella misteriosa organización».
El III Congreso de la FTRE celebrado en Valencia del 4 al de octubre de 1883, acusó el impacto del asunto de la «Mano Negra» pues asistieron menos delegados y federaciones que al anterior celebrado en Sevilla (152 delegados representando a 88 Federaciones locales; no se dieron los datos del total de afiliados). Sobre la «Mano Negra» el Congreso protestó por la confusión de «nuestra organización pública, legal y revolucionaria, con otras facciones de objetivos censurables» y volvió a rechazar toda solidaridad con quienes organicen «la perpetración de delitos comunes», acordando también «disolver la Federación si no puede actuar tranquilamente en la legalidad». El Manifiesto del Congreso concluía: «Para redimirse, el proletariado, necesita ser, además de inteligente, honrado, y honrado a toda prueba».

### La decadencia y la disolución final de la FTRE (1883-1888)

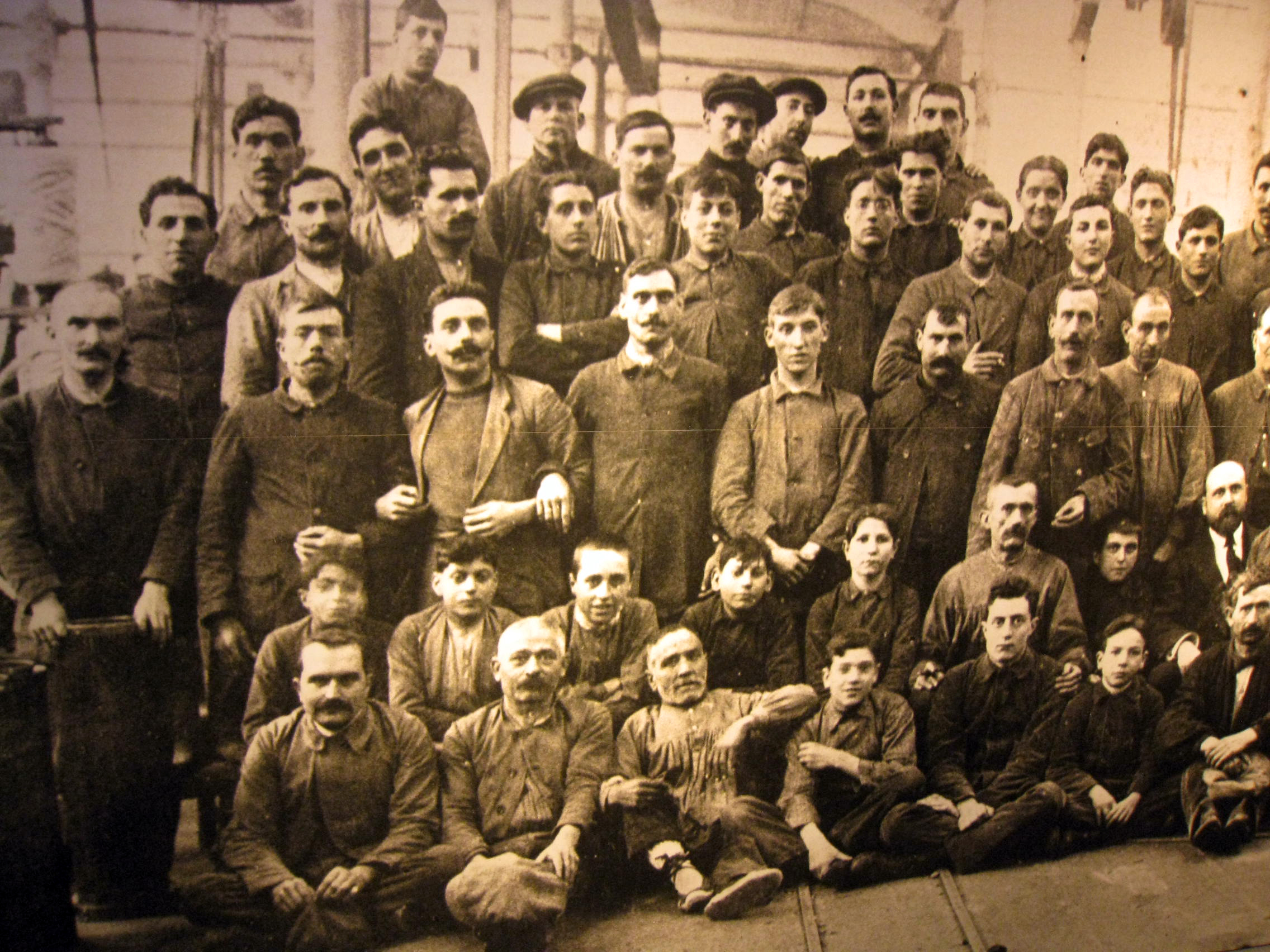
Trabajadores de Aymerich, fábrica textil catalana

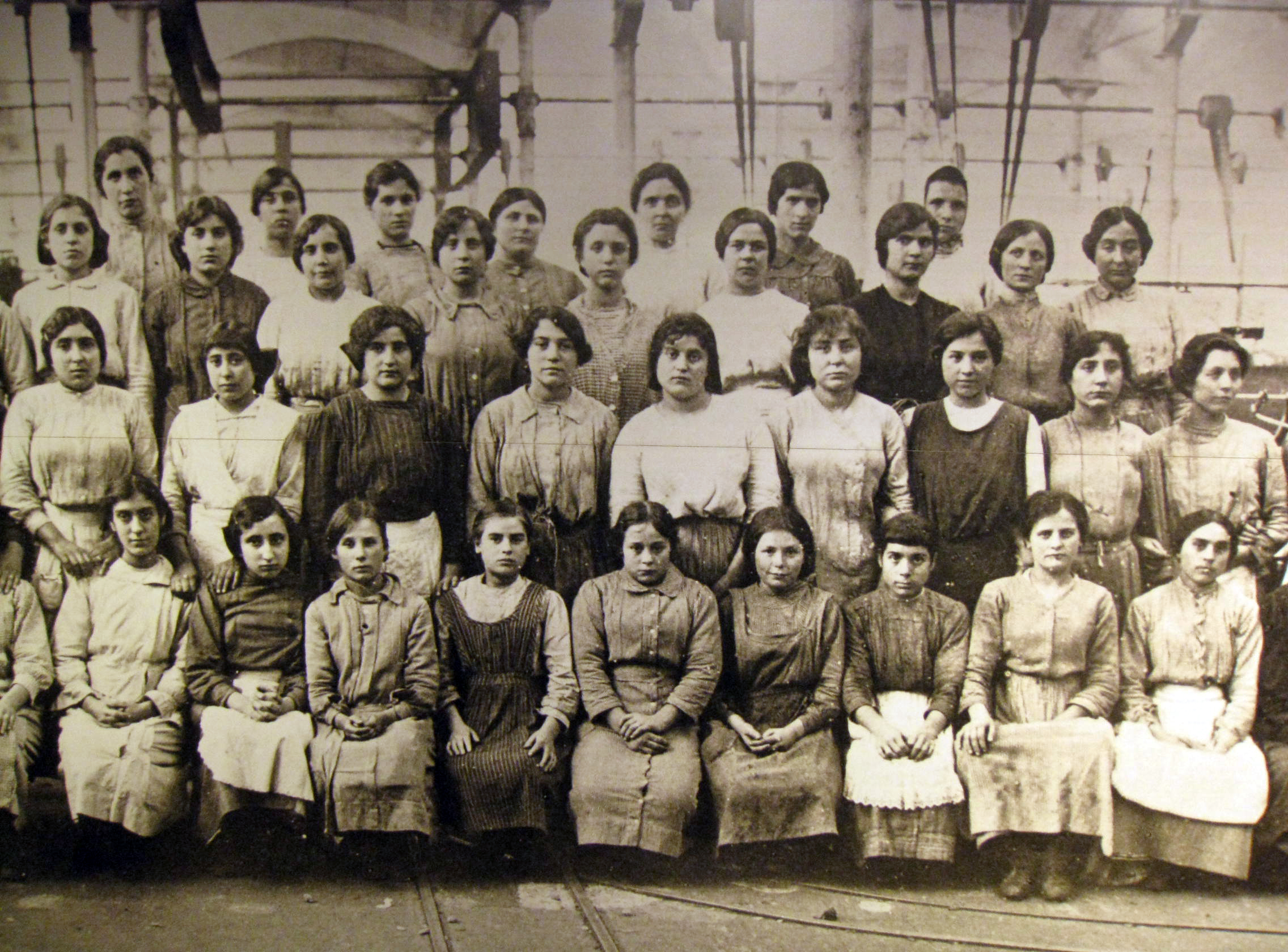
Trabajadoras de Aymerich

El impacto social que tuvo el asunto de la Mano Negra y el temor a que provocara la ilegalización de la FTRE, hizo que el Comité Federal, con sede en Barcelona, se desmarcara del movimiento andaluz, aceptando la versión dada por el gobierno y por la prensa. La respuesta airada de las federaciones andaluzas fue inmediata abriendo una brecha cada vez más grande e insuperable en el seno de la FTRE que condujo a la paulatina disminución de número de afiliados y a su disolución cinco años después.
Al «Congreso Cosmopolita» reunido en Barcelona en septiembre de 1884 solo asistieron 64 delegados, mientras que el grupo anarcocomunista andaluz de «Los Desheredados» celebraba otro en Sevilla tres meses después, al que asistieron 34 entidades, de las que 25 eran de Andalucía. El Congreso celebrado al año siguiente fue un completo fracaso y al celebrado en Madrid entre el 15 y el 17 de mayo de 1887 ya sólo asistieron 16 delegados.
Entre el 18 al 20 de mayo de 1888 se celebró en Barcelona un Congreso «ampliado» al que no asistieron las federaciones andaluzas ya decantadas por el anarcocomunismo y por el «ilegalismo». Los delegados, en su inmensa mayoría catalanes, y el Comité federal decidieron crear la Federación Española de Resistencia al Capital, más conocida con el nombre de «Pacto de Unión y Solidaridad», cuyo propósito era «reunir en una acción común la fuerza resistente del proletariado español para dirigirla contra el capitalismo imperante…». Para ello se aprobó el «apoyo incondicional a toda huelga promovida por los trabajadores para poner a salvo su dignidad ultrajada o para mejorar sus condiciones de trabajo», aunque se recomendó que las huelgas sólo si hicieran «en condiciones favorables». La nueva organización, según Tuñón de Lara, «estaba a mitad camino entre el anarquismo y el societarismo». Sin embargo, según Josep Termes, era más bien contraria al societarismo, como lo probaría la siguiente declaración: «Entiéndase bien, hablamos de resistencia espontánea y natural, no de la que presupone una organización universal, paciente y calculada, para conseguir unos céntimos más de jornal o una hora menos de trabajo… Esta clase de resistencia es tan ineficaz e impracticable como la cooperación».
En octubre de 1888 el «Pacto» celebró un Congreso en Valencia en el que se decidió disolver la FTRE, y separar la actividad sindical, que quedaría reservada a la recién creada Federación de Resistencia al Capital, de la actividad revolucionaria, para lo que se fundó la Organización Anarquista de la Región Española, «que era lo menos organización posible; la Comisión creada no tenía otra función que la de servir de enlace. No había estatutos ni normas disciplinarias». Pero la nueva organización desapareció al año siguiente.

## Valoración

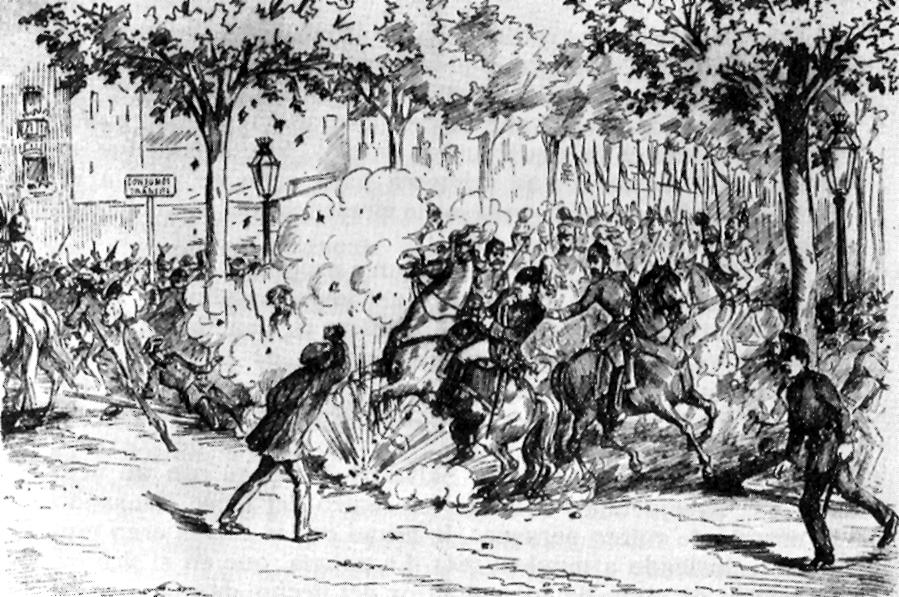
Ilustración de un periódico de la época sobre el atentado contra el general Martínez Campos (Barcelona, 1893).

Según el historiador Carlos Dardé, la FTRE se disolvió en 1888 al imponerse el sector del anarquismo que criticaba la existencia de una organización pública, legal y con una dimensión sindical y que, por el contrario, defendía el «espontaneísmo» —ya que cualquier tipo de organización limitaba la autonomía individual y podía «distraer» a sus componentes del objetivo básico, la revolución, además de propiciar su «aburguesamiento»— y la vía «insurreccionalista» —el levantamiento de los trabajadores pondría fin a la sociedad capitalista—. Frente a ella la tendencia «sindicalista» propugnaba el fortalecimiento de la organización para mediante huelgas y otras formas de lucha arrancar a los patronos mejoras salariales y de las condiciones de trabajo. Al triunfo de la tendencia «espontaneísta» e «insurreccionalista» contribuyó la brutal represión que desató el gobierno sobre los anarquistas andaluces a raíz de los asesinatos y robos atribuidos a la Mano Negra en 1883, una misteriosa y supuesta organización anarquista clandestina que no tenía nada que ver con la FTRE.
Aunque el movimiento anarquista siguió presente a través de publicaciones e iniciativas educativas, con la disolución de la FRTE quedó abierto «el camino para el predominio de las acciones individuales de carácter terrorista, para la propaganda por el hecho que habría de proliferar en la década siguiente».